# Liste des députés européens de Grèce de la 10e législature

Cet article présente la liste des députés européens de Grèce élus lors des élections européennes de 2024 en Grèce.

## Répartition partisane
| Groupe | Groupe                                         | Groupe                                                                          | Sièges | Parti(s) | Parti(s)                                           | Parti(s) européen | Parti(s) européen | Sièges |
| ------ | ---------------------------------------------- | ------------------------------------------------------------------------------- | ------ | -------- | -------------------------------------------------- | ----------------- | ----------------- | ------ |
|        |                                                | Groupe du Parti populaire européen (PPE)                                        | 7 / 21 |          | Nouvelle Démocratie (ND)                           |                   | PPE               | 7 / 21 |
|        |                                                | Groupe de la Gauche au Parlement européen (Gauche)                              | 4 / 21 |          | SYRIZA                                             |                   | PGE               | 4 / 21 |
|        |                                                | Non-inscrit au Parlement européen (NI)                                          | 4 / 21 |          | Parti communiste de Grèce (KKE)                    |                   | ACE (en)          | 2 / 21 |
|        | Cap sur la liberté (PE)                        | Non-inscrit au Parlement européen (NI)                                          | 4 / 21 |          | Aucun                                              | 1 / 21            |                   |        |
|        | Mouvement démocrate patriote - Victoire (NIKH) | Non-inscrit au Parlement européen (NI)                                          | 4 / 21 |          | Aucun                                              | 1 / 21            |                   |        |
|        |                                                | Alliance progressiste des socialistes et démocrates au Parlement européen (S&D) | 3 / 21 |          | PASOK - Mouvement pour le changement (PASOK-KINAL) |                   | PSE               | 3 / 21 |
|        |                                                | Conservateurs et réformistes européens (CRE)                                    | 2 / 21 |          | Solution grecque (EL)                              |                   | Aucun             | 2 / 21 |
|        |                                                | Patriotes pour l'Europe (PfE)                                                   | 1 / 21 |          | Voix de la raison (FL)                             |                   | Aucun             | 1 / 21 |

## Députés européens élus en 2024
| Nom                          | Parti | Parti                                   | Groupe | Groupe |
| ---------------------------- | ----- | --------------------------------------- | ------ | ------ |
| Georgios Aftias              |       | Nouvelle Démocratie                     |        | PPE    |
| Galato Alexandraki           |       | Solution grecque                        |        | CRE    |
| Nikolaos Anadiotis           |       | Mouvement démocrate patriote - Victoire |        | NI     |
| Sakis Arnaoutoglou           |       | PASOK - Mouvement pour le changement    |        | S&D    |
| Konstantinos Arvanitis       |       | SYRIZA                                  |        | Gauche |
| Fredis Beleris               |       | Nouvelle Démocratie                     |        | PPE    |
| Nikolas Farantouris          |       | SYRIZA                                  |        | Gauche |
| Emmanouil Fragkos            |       | Solution grecque                        |        | CRE    |
| Manólis Kefaloyiánnis        |       | Nouvelle Démocratie                     |        | PPE    |
| Elena Kountoura              |       | SYRIZA                                  |        | Gauche |
| Afroditi Latinopoulou        |       | Voix de la raison                       |        | PfE    |
| Yannis Maniatis              |       | PASOK - Mouvement pour le changement    |        | S&D    |
| Vangelis Meimarakis          |       | Nouvelle Démocratie                     |        | PPE    |
| Eleonora Meleti              |       | Nouvelle Démocratie                     |        | PPE    |
| Lefteris Nikolaou-Alavanos   |       | Parti communiste de Grèce               |        | NI     |
| Kostats Papadakis            |       | Parti communiste de Grèce               |        | NI     |
| Nikos Papandreou             |       | PASOK - Mouvement pour le changement    |        | S&D    |
| Níkos Pappás                 |       | SYRIZA                                  |        | Gauche |
| Dimitris Tsiodras            |       | Nouvelle Démocratie                     |        | PPE    |
| Elissavet Vozemberg-Vrionidi |       | Nouvelle Démocratie                     |        | PPE    |
| Maria Zacharia               |       | Cap sur la liberté                      |        | NI     |